# Проспект Мира (Владикавказ)

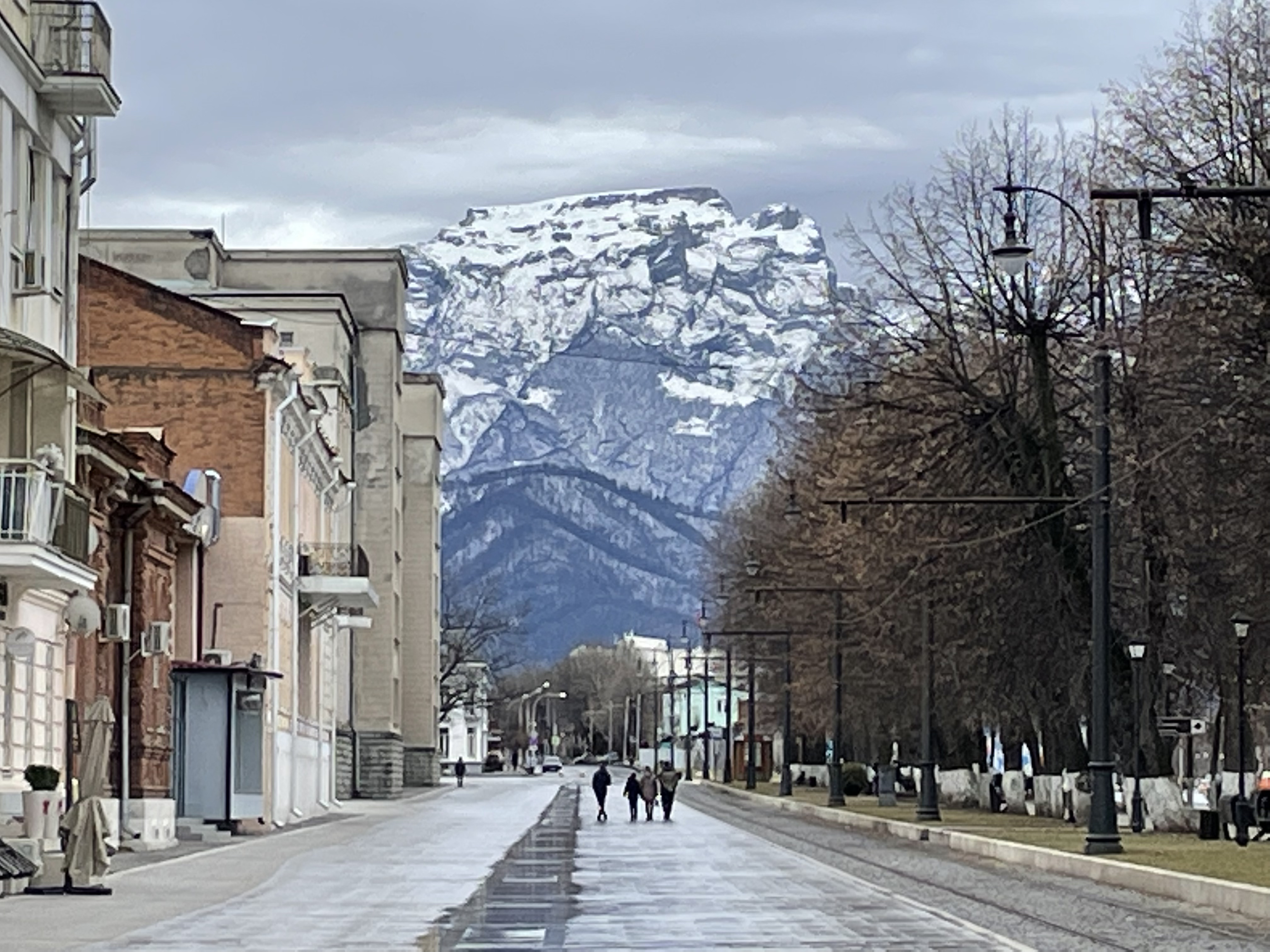
Вид Столовой горы со стороны проспекта Мира

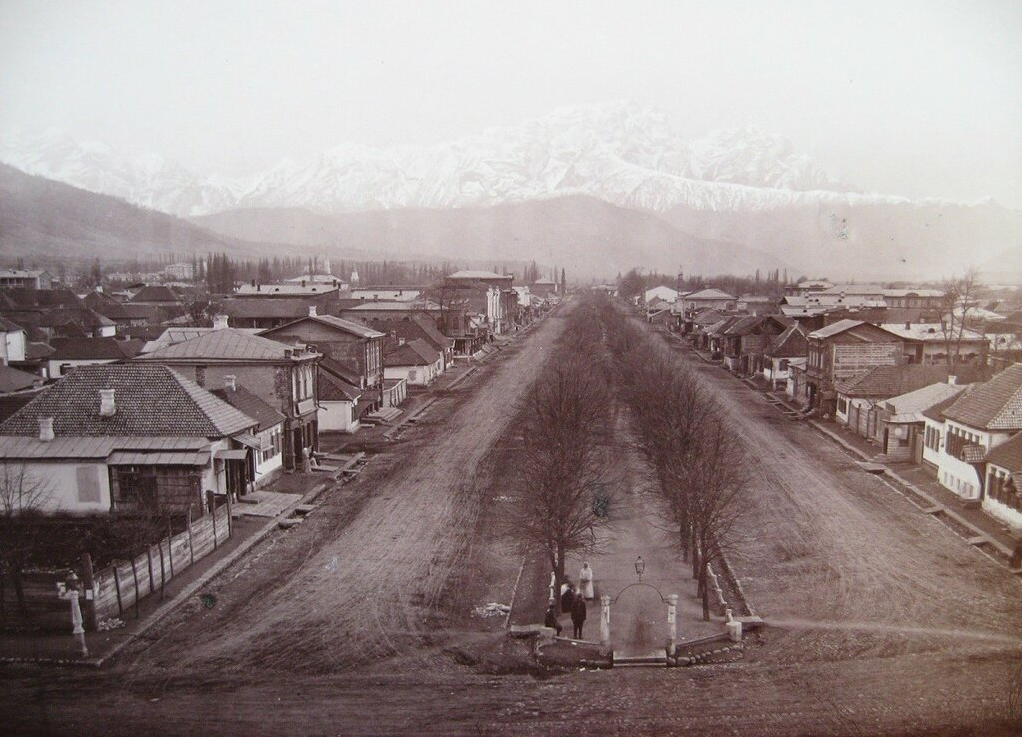
Александровский проспект в последней четверти XIX века

Проспе́кт Ми́ра (осет. Сабырдзинады проспект) — центральный проспект города Владикавказ, Северная Осетия, Россия. Исторический и культурный центр города. Находится в Иристонском муниципальном округе. Памятник градостроительства и архитектуры, выявленный объект культурного наследия России.
Бульвар на проспекте внесён в реестр Памятников природы Северной Осетии (площадь — 1,6 га, № 1510147).
На всём протяжении проспекта со стороны улицы Кирова открывается вид северного склона Столовой горы.

## Расположение
Начинается от площади Свободы и идет на север до улицы Кирова.
Проспект Мира пересекается с улицами Горького, Джанаева, Маяковского и Никитина.
С западной стороны к проспекту Мира примыкает площадь Ленина и заканчиваются переулок Станиславского и улица Некрасова.
От проспекта Мира на восток начинаются улицы Церетели, Бутырина, Куйбышева и Петровский переулок.

## История

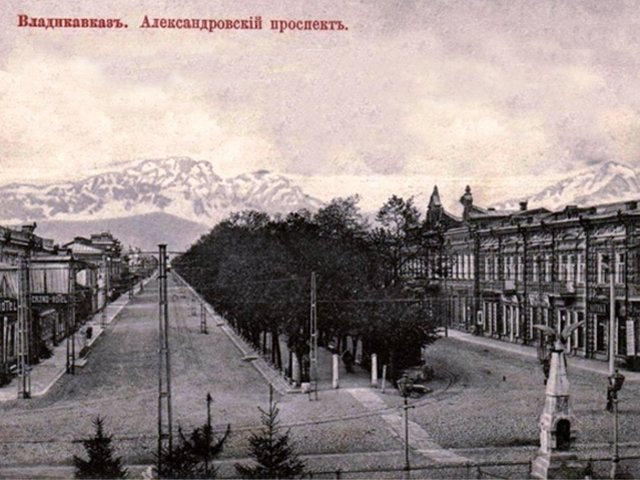
Бульвар на Александровском проспекте до революции

Проспект начал формироваться в первой половине XIX века усилиями первого начальника военного Владикавказского округа и коменданта крепости генерал-лейтенанта Петра Нестерова. В 1840-х годах по его инициативе были обустроены парк «Монплезир» — сегодня это прилегающая к проспекту часть Центрального парка культуры и отдыха Коста Хетагурова. Позднее улица была названа его именем — Нестеровский бульвар.
Нестеровский проспект начинался от Михайловской площади, на чётной стороне проспекта располагался Пушкинский сквер, на месте которого сегодня находится Дом правительства Северной Осетии. На правой стороне от Пушкинского сквера находились здания Терского отделения Кавказского округа путей сообщения (сегодня на этом месте стоит здание института МВД, построенное в 1937 году).
В сентябре 1871 года в связи с посещением Владикавказа российским императором Александром II Нестеровский бульвар был переименован в Александровский проспект. Упоминается под этим же названием в Перечне улиц, площадей и переулков от 1911 года. На проспекте в начале 20 века работал первый на Северном Кавказе, кинотеатр с немым кино, бильярд, и всевозможные развлечения для дворян и военнослужащих.
После Октябрьской революции проспект был переименован в Пролетарский. Первое упоминание данного названия встречается в перечне улиц Владикавказа 1925 года.

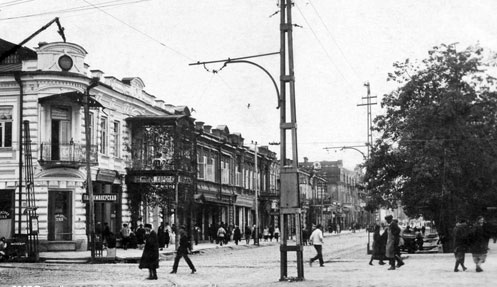
Пролетарский проспект, 1920-е годы

3 июня 1938 года Пролетарский проспект был переименован в проспект Сталина.
С 16 ноября 1961 года проспект Сталина стал называться проспектом Мира.
В 1981 году проспект стал центром проведения массовых беспорядков против бездействия властей во время конфликта между ингушами и осетинами.
До 1991 года на площади Ленина, прилегающей к проспекту Мира, находился памятник Серго Орджоникидзе. Эта площадь носила его имя[уточнить]. В 1991 году памятник был снесён, а площадь переименована в площадь Свободы.
В декабре 1993 года неизвестными был взорван памятник Ленину, однако вскоре он был восстановлен.
В 2010 году массовый митинг народа против бездействия МВД республики, после нескольких терактов с участием министра МВД.
Осенью 2018 году несколько раз проходили акции протеста с требованиями закрыть завод Электроцинк.
С 1990-х годов на проспекте проходят праздничные гуляния в честь Дня Республики и дня города.
Ежегодно по проспекту проходит военный парад Победы на 9 мая.
Зимой 2019 года началась полная реконструкция проспекта. Во время первого этапа в период с 2019 по 2020 года были заменены дорожное полотно и пешеходная часть бульвара от площади Свободы до улицы Горького. В январе 2021 года началась реконструкция участка от улицы Горького до Джанаева. Во время реконструкции проспекта было отменено движение трамвая, которое было возобновлено в декабре 2021 года.

## Объекты

### Здания и учреждения
На проспекте Мира находятся многочисленные государственные, культурные и коммерческие организации. Большинство зданий проспекта являются памятниками архитектуры, истории и культуры. В основном сооружения исполнены в стиле модерн, эклектика.
Чётная сторона
|                                                                       | Фото | Наименование дома и его статус                                                                        | Краткая история | Разное |
| --------------------------------------------------------------------- | ---- | --- | --- | --- |
| 2/ Церетели 1                                                         |      | Здание Орджоникидзевского военного училища пограничных и внутренних войск НКВД. Памятник архитектуры. | Здание построено в 1937 году. Архитектор — Петухов и Симонов. С 1974 г. — Орджоникидзевское высшее военное командное краснознаменное училище им. С. М. Кирова МВД СССР, с 2000 г. — Северо-Кавказский краснознаменный военный институт внутренних войск МВД России, где проходили воинскую службу и учились многие Герои Советского Союза и Герои России; где в августе 1942 г. — январе 1943 г. находился штаб Орджоникидзевской стрелковой дивизии войск НКВД | Бывший Северо-Кавказский краснознаменный военный институт внутренних войск МВД России (в июле 2011 года закрыт, здание пустует). |
| 4/ Бутырина 1                                                         |      | Здание Владикавказского окружного суда. Памятник архитектуры.                                         | Здание построено в последней четверти XIX века собственником С. М. Кираковзовым. Первоначально в нём размещалось Областное чертёжное межевое управление, потом владелец передал его Владикавказскому окружному суду. | Иристонский отдел полиции |
| 6                                                                     |      | Особняк Воробьёва. Памятник архитектуры.                                                              | Здание построено в 1897 году. Здесь жили участник русско-турецкой войны 1877—1878 гг., полковник царской армии Федор (Татаркан) Гусов (1900—1909) и видный общественный и политический деятель, лидер российского демократического мусульманского движения, писатель Ахмед Тембулатович Цаликов (1918—1919) | |
| 8/ Максима Горького, 12                                               |      | Жилой дом завода «Стеклотары», архитектор — П. П. Шмидт. Памятник истории.                            | Ранее на месте современного дома находилось 2-е Александровское 4-х классное училище, позже — училище Союза русского народа. В этом доме в 1939—1959 годах жил учёный-почвовед Евгений Владимирович Рубилин | |
| 10/ Горького 15                                                       |      | Гостиница «Париж». Памятник архитектуры.                                                              | Первоначально в этом здании была гостиница «Франция», которая принадлежала И. В. Прохорову. Позднее гостиница «Франция» была переведена в другое здание на углу Гимназической и Слепцовской, а эта гостиница стала называться «Париж». Современное здание состоит из двух корпусов. Угловое здание построено в 1880 году. В 1909 году к нему пристроили трёхэтажный корпус | В настоящее время оба корпуса занимает Северо-Осетинский институт гуманитарных и социальных исследований имени В. И. Абаева      |
| 12                                                                    |      | Торговый дом Оганова. Памятник архитектуры федерального значения.                                     | Здание построено в 1903 году, архитектор — И. В. Рябикин. В 1920-е годы в здании размещалась Международная организация помощи борцам революции (МОПР). С 1939 года — Художественный музей. В 1941—1945 годах здесь размещался Президиум Верховного Совета Северо-Осетинской АССР. Здание состоит из двух частей: правая часть — Художественный музей имени Туганова, левая часть — жилой дом | Правая часть дома — Северо-Осетинский государственный художественный музей имени М. С. Туганова                                  |
| 14                                                                    |      | Памятник архитектуры.                                                                                 | | |
| 16                                                                    |      | Памятник архитектуры.                                                                                 | Дом купцов Асанова и Нагиева. Им же принадлежал современный дом № 26 по Александровскому проспекту | |
| 18                                                                    |      | Памятник истории.                                                                                     | В этом доме в 1920-х годах находилась мастерская народного художника СОАССР, заслуженного деятеля искусств Грузинской ССР Махарбека Сафаровича Туганова; здесь в 1922—1968 годах жил участник борьбы за Советскую власть Степан Абрамович Щербаков | |
| 20                                                                    |      | Дом Ладыженского. Памятник архитектуры.                                                               | | |
| 22                                                                    |      | Дом Пелагеи Горошко                                                                                   | | |
| 24/ Куйбышева 2                                                       |      | Гостиница «Европа» братьев Зипаловых. Памятник архитектуры.                                           | Здание построено в 1882 году. Здание, в котором в 1882 году останавливался военный топограф и русский альпинист Андрей Васильевич Пастухов; где в 1905—1906 гг. нелегально работала Владикавказская группа Терско-Дагестанского комитета РСДРП | |
| 26/ Куйбышева, 1                                                      |      | Дом купцов Асанова и Нагиева. Памятник истории.                                                       | В этом доме жили деятели осетинской культуры, профессора: в 1924—1937 годах — учёный-медик, антрополог Магомет Асланикоевич Мисиков, в 1937—1966 годах — филолог и литературовед Борис Андреевич Алборов | |
| 28                                                                    |      | Памятник архитектуры.                                                                                 | | |
| 30                                                                    |      | | | |
| 32                                                                    |      | | | |
| 34                                                                    |      | Особняк В. Х. Андреева. Памятник архитектуры.                                                         | Здание построено в 1883 году. С 1895 г. — Владикавказская публичная библиотека, организованная Варварой Григорьевной Шредерс. С 1913 по 1917 гг. размещался Клуб коммерческого собрания. В здании библиотеки в 1909—1917 гг. проводил революционную работу Сергей Миронович Киров, позже — областной отдел народного образования, сотрудником которого в 1920—1921 гг. был писатель Михаил Афанасьевич Булгаков. Здесь с 1946 располагалась Республиканская научная библиотека им. С. М. Кирова, ставшая в 1997 г. Национальной библиотекой Республики Северная Осетия-Алания | Республиканская юношеская библиотека                                                                                             |
| 36                                                                    |      | Памятник истории.                                                                                     | В этом доме в 1893—1943 годах жил один из первых российских и немецких авиаторов, художник Артём Андроникович (Андреевич) Кациян | |
| 38                                                                    |      | Здание торговой фирмы «Киракозов-Оганов». Памятник архитектуры.                                       | Здание построено в 1910 году, архитектор — П. П. Шмидт | |
| 40                                                                    |      | Дом купца Абаса Гаджиева. Памятник архитектуры.                                                       | На первом этаже здания в разные годы арендовали помещения: книжный магазин с библиотекой-читальней Е. С. Ильиной, аптекарский магазин Бояржинского, торговый дом Шошиевых, магазин готового платья, магазин белья и модных товаров В. П. Кузнецова. На втором этаже находились жилые помещения. А в восточном корпусе, на улице Базарной, поместилось жандармское управление Терской области. | |
| 42/ Джанаева, 12                                                      |      | Доходный дом С. М. Киракозова. Памятник архитектуры.                                                  | Здание построено в 1885 году. | Центр занятости молодёжи |
| 44/ Маяковского, 22                                                   |      | Дом Марандовых. Памятник истории.                                                                     | В феврале 1919 года в этом доме скрывались активные участники борьбы за Советскую власть в Северной Осетии. | |
| 46/улица Маяковского, 19 Фасад фактически нумеруется домами № 46 — 48 |      | Памятник истории.                                                                                     | Памятник истории. В этом доме в 1880-е — 1910-е годы проживал адвокат, этнограф, фольклорист Дзантемир Токаевич Шанаев. Его квартира была центром культурной и общественной жизни Владикавказа. Здесь бывал Коста Хетагуров. С 1930-х годов — швейная фабрика имени С. М. Кирова, в которой работал Герой Советского Союза Александр Никитович Карасёв. | |
| 48/ улица Никитина, 22 Фасад фактически нумеруется домами № 46 — 48   |      | Памятник истории.                                                                                     | См. дом № 46 | |
| 50                                                                    |      | | Здание построено в 1970-е годы на месте одноэтажных домов | Дом моды |
| 52/ Петровский переулок, 1                                            |      | Памятник архитектуры.                                                                                 | В этом доме в 1906—1922 годах жил революционер Платон Давидович Иобидзе, квартира которого в 1906—1907 гг. была местом конспиративных встреч и хранения нелегальной литературы социал-демократов Владикавказа, где некоторое время работала подпольная типография Терско-Дагестанского комитате РСДРП | |
| 54/ Кирова, 38                                                        |      | Гостиница «Гранд-Отель». Памятник архитектуры. Вид со стороны улицы Кирова                            | Памятник архитектуры. Здание построено в 1879 году. В июле 1915 года останавливался певец Фёдор Иванович Шаляпин | |

Нечётная сторона
|                                | Фото                                 | Наименование объекта                                                                   | Краткая история | Разное |
| ------------------------------ | ------------------------------------ | -------------------------------------------------------------------------------------- | --- | --- |
| 1/ Соляный переулок, 9         |                                      | Административное здание                                                                | | |
| 3                              |                                      | Административное здание                                                                | | В здании находится Северо-Осетинский центр по гидрометеорологии и мониторингу окружающей среды |
| 5                              |                                      | Административное здание                                                                | | |
| 7                              |                                      | Парк имени Коста Хетагурова. Памятник архитектуры.                                     | Парк основан в 1825 году. Старейший парк на юге России. С 1893 года — Городской сад и «Трек», с 1939 года — Орджоникидзевский парк культуры и отдыха им. К. Л. Хетагурова. Здесь с октября 1941 по май 1942 года формировались и обучались подразделения 2-го воздушно-десантного корпуса под командованием Героя Советского Союза Михаила Федоровича Тихонова | |
| 9                              |                                      | Дом политпросвещения Обкома КПСС. Памятник архитектуры                                 | Ранее на этом месте находилось несколько одноэтажных домов с магазинами. Современный Дом искусств построен в 1967 году, архитектор — А. И. Бтемиров | В здании располагаются демонстрационные залы Национального музея Республики Северная Осетия — Алания |
| 11                             |                                      | Особняк купца Я. О. Ходякова. Памятник архитектуры                                     | Здание построено в 1908 году. Здесь в 1918 году находился штаб Красной Армии, возглавляемый героем гражданской войны, советским военачальником Михаилом Карловичем Левандовским; в 1921—1922 годах — областной партийный комитет Горской республики, где работал писатель Александр Серафимович Серафимович; где летом 1941 года формировались подразделения штаба 64 стрелкового корпуса. С 1966 года — Северо-Осетинский государственный объединённый музей истории, архитектуры и литературы                                                      | В здании располагается администрация Национального музея Республики Северная Осетия — Алания |
| 13                             |                                      | Дом быта                                                                               | Здание построено в 1970-е годы. Ранее угол современных проспекта Мира и улицы Максима Горького занимало жилое здание и табачная фабрика, принадлежавшая Баграту Семёновича Вахтангова. Здание закрыто | По некоторым сведениям в этом доме снимала квартиру семья Баграта Вахтангова. Согласно этим сведениям в этом доме родился театральный режиссёр Евгений Вахтангов |
| 15/ Горького 13                |                                      | Здание общества взаимного кредита. Памятник архитектуры                                | Здание построено в 1902 году. Архитектор — П. П. Шмидт. В 1920 году здесь размещался ЦИК Горской республики. В 1920-е годы здесь находилось Терско-Кавказское отделение Российского Телеграфного Агентства — РОСТА и позднее — аэроклуб ДОСААФ | |
| 17                             |                                      | Памятник архитектуры                                                                   | В 1904, 1905—1907 годах здесь проходила работа Владикавказской социал-демократической организации. Здесь на первом этаже работала аптека, на втором этаже размещалось фотоателье известного владикавказского фотомастера Григория Григорьевича Квитона | |
| 19                             |                                      | Гостиница «Империал». Памятник архитектуры                                             | Гостиница построена в 1886 году. В этой гостинице останавливались: в 1903 г. писатель Алексей Максимович Горький, советский кинорежиссёр, народный артист СССР, в 1939 г. лауреат Государственных премий СССР Всеволод Илларионович Пудовкин, в 1950-е годы — артист Александр Николаевич Вертинский; здесь в декабре 1941 — январе 1942 гг. формировались подразделения 47 Армии | |
| 21                             |                                      | Дом Демокидовых. Памятник истории                                                      | Здание принадлежало есаулу Дмитрию Демокидову, который служил офицером для поручений при начальнике Терской области. В дореволюционное время на первом этаже находились магазин модной одежды Ф. Д. Пелепейко, магазин М. М. Розенблюма и аптека М. В. Пугачевского. В советское время здание было национализировано. Собственник Д. Демокидов расстрелян в 1931 году | |
| 23                             |                                      | Кинематограф «Пате». Памятник архитектуры.                                             | Здание построено в 1878 году. В 1907 году во Владикавказ приехали инженеры фирмы «Братья Патэ», которые стали показывать в этом здании кинематографические картины. В 1911 году здание было перестроено под кинотеатр под названием «Патэ». На втором этаже этого же здания размещалась гостиница под этим же наименованием. С января 1923 года кинотеатр носил наименование «Государственный кинотеатр № 2», с декабря 1923 по июнь 1931 года — «Советское кино № 2», с июня 1931 по апрель 1935 года — «Горец», с апреля 1935 года — «Комсомолец». | Здание принадлежит Мариинскому театру. |
| 25/ переулок Станиславского 16 |                                      | Здание, в котором размещался первый в Северной Осетии телецентр. Памятник архитектуры. | В 1957 году в этом здании был основан любительский телецентр | В здании располагаются Министерство государственного имущества и земельных отношений Республики Северная Осетия, книжное издательство «Ир», Комитет Республики Северной Осетии по занятости населения, редакция журнала «Ногдзау». На стороне переулка Станиславского — Государственное казённое учреждение «Центр занятости населения по городу Владикавказ». |
| 27                             | Дома с этой нумерацией не существует | Раннее в этом доме находился кинотеатр «Риччи», принадлежавший купцу Оганову           | В советское время кинотеатр носил название «Юнг-Штурм», затем — «Пионер». Здание разрушено при расширении Театральной площади, чтобы оно не загораживало памятник Ленину. В настоящее время на месте разрушенного кинотеатра находится фонтан со скульптурой «Танцующий Сослан на чаше Уацамонга», скульптор — Н. Ходов | Кинотеатр «Риччи», в советское время «Юнг-Штурм», «Пионер» |
| 29/ площадь Ленина, 3          |                                      | Универмаг «Детский мир». Памятник архитектуры.                                         | Ранее на этом месте находилось небольшой одноэтажный дом. Современное здание построено в 1938 году. Архитектор — Л. М. Наппельбаум | Отель «Александровский». Открыт в октябре 2012 года. |
| 31                             |                                      | Дом И. Колесникова. Памятник архитектуры.                                              | | |
| 33                             |                                      | Дом братьев Тушмаловых. Памятник истории.                                              | В этом доме в 1957—1961 годах жил народный артист СОАССР, заслуженный артист РСФСР Леонид Алексеевич Кондырев | |
| 35/ Некрасова 8/ Миллера, 8    |                                      | Дом Тугановых. Памятник архитектуры                                                    | Здание построено в 1895 году. В этом доме жили: писатель-просветитель Б. А. Туганов (1902—1907), общественный деятель Алибек Тахо-Годи (1902—1904). Здесь находилось фотоателье Садуллы Джанаева-Хетагурова | |
| 37                             |                                      |                                                                                        | | |
| 39                             |                                      |                                                                                        | | |
| 41                             |                                      |                                                                                        | | |
| 43/ Маяковского, 20            |                                      | Памятник архитектуры и градостроительства                                              | | |
| 45                             |                                      | Памятник архитектуры и градостроительства                                              | | |
| 47/ Никитина, 20               |                                      | Дом купца Петра Андреева. Памятник истории.                                            | В этом доме в 1910-е годы — 1928 годах жил общественный деятель и этнограф Дзантемир Токаевич Шанаев. Ранее проживал в доме № 46. | |
| 49/ Никитина, 19               |                                      | Дом Игната Кандыбина. Памятник истории.                                                | В этом доме в 1950—1967 годах жил и умер заслуженный деятель науки СОАССР, ученый агрохимик Георгий Ефимович Немирюк | |
| 51                             |                                      |                                                                                        | | |
| 53                             |                                      | Кинематограф «Гигант». Памятник архитектуры федерального значения.                     | Здание построено в 1913 году по проекту архитекторы Ф. Ф. Гут, П. П. Шмидт и А. А. Навроцкий. На то время был самым крупным кинотеатром города. | |
| 55/ Кирова 36                  |                                      | Второй корпус бывшей гостиницы «Гранд-Отель». Памятник истории.                        | В этом доме проживали с 1946 по 1976 гг. участник Гражданской и Великой Отечественной войны генерал-майор Михаил Константинович Зубков и с 1955 по 1974 года — участник борьбы за Советскую власть Александр Ефимович Ледяев. | |

### Памятники
- Памятник В. И. Ленину перед Академическим русским театром. 1957 год, скульптор — академик Заир Азгур
- Перед входом в Центральный парк культуры и отдыха имени К. Л. Хетагурова находится памятник Коста Хетагурову. Скульптор — академик В. Б. Соскиев;
- Уличная скульптура «Памятник городовому», открыта в 2013 году. Автор — Ибрагим Хаев[44].

Утраченные памятники
- На севере Нестеровский бульвар выходил на штаб 20-й пехотной дивизии, перед которым находился памятник рядовому Тенгинского полка Архипу Осипову и капитану Николаю Лико, открытие которого состоялось 22 октября 1881 года. В настоящее время этот памятник не сохранился, на его месте стоит бюст дважды Героя Советского Союза генерала Иссы Плиева. Скульптор — С. Д. Тавасиев.

## Транспорт
Проспект Мира на всём протяжении является трамвайно-пешеходной зоной. Проезжая часть закрыта для автомобильного движения с октября 1957 года.
По проспекту с 1904 года ходят трамваи. 19 ноября 2019 года на проспекте Мира начался ремонт трамвайных путей, в результате которого прекратилось движение трамваев, возобновлено в декабре 2021 года.